# Ursula Hamenstädt

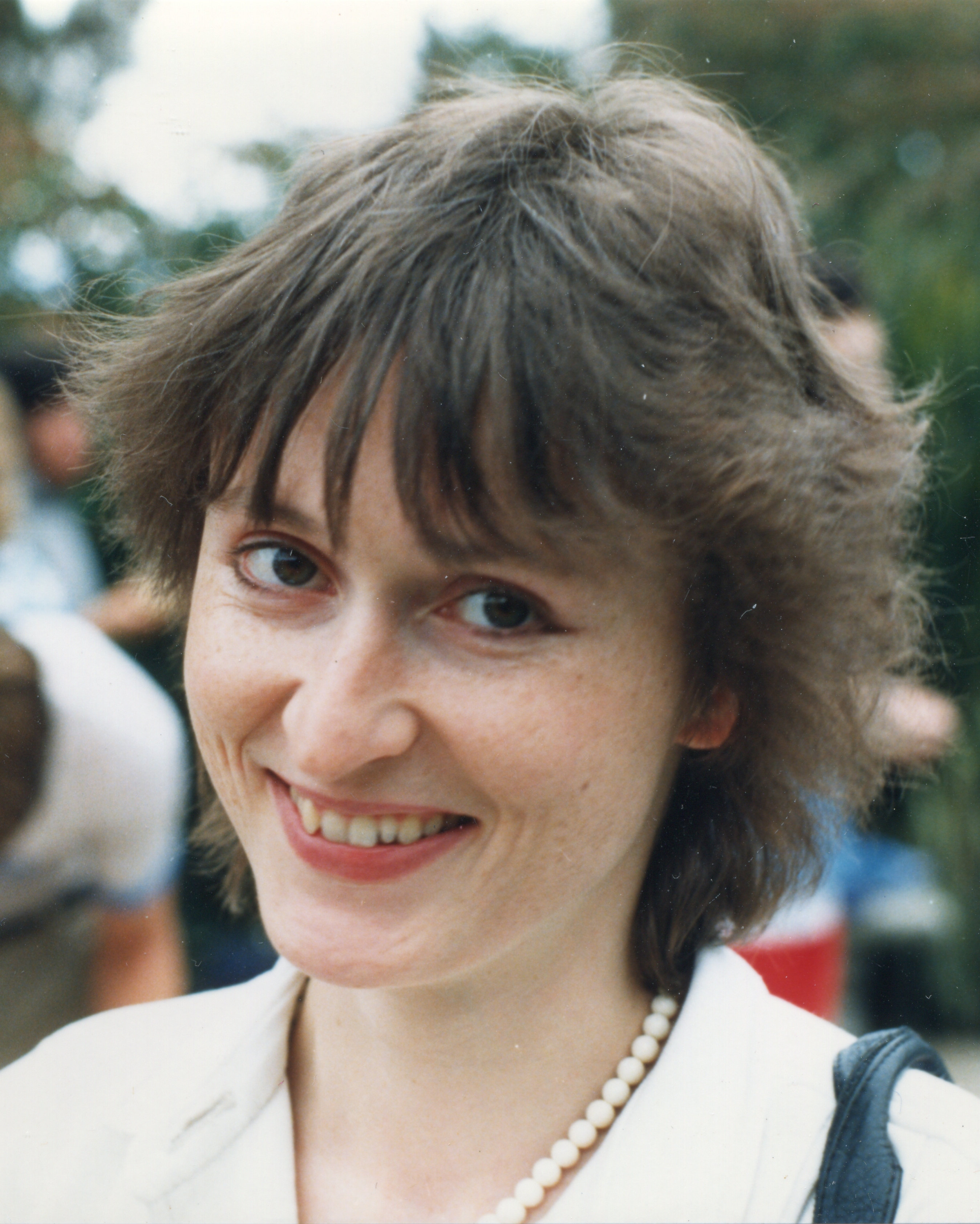
Ursula Hamenstädt, Berkeley 1986

Ursula Hamenstädt (* 15. Januar 1961 in Kassel) ist eine deutsche Mathematikerin, die sich mit Differentialgeometrie befasst.
Hamenstädt studierte Mathematik an der Technischen Universität Clausthal, der Universität Zürich, der Universität Pierre und Marie Curie in Paris und der Universität Bonn, wo sie 1986 bei Wilhelm Klingenberg promovierte (Zur Theorie von Carnot-Carathéodory Metriken und ihren Anwendungen). Sie war Stipendiatin der Studienstiftung des deutschen Volkes.
Hamenstädt war als Post-Doktorandin von 1986 bis 1988 Miller Fellow an der University of California, Berkeley, und von 1988 bis 1990 Assistant Professor am Caltech, wo sie 1990 ein Forschungsstipendium der Alfred P. Sloan Foundation (Sloan Research Fellowship) erhielt. Seit 1990 ist sie Professorin an der Universität Bonn, mit einer C4-Professur seit 1992.
Sie befasst sich unter anderem mit Teichmüllerräumen und Dynamik auf Teichmüllerräumen, mit der Geometrie von Abbildungsklassengruppen, mit geometrischer Gruppentheorie und mit niedrigdimensionaler Topologie.
Sie war Invited Speaker auf dem Internationalen Mathematikerkongress in Hyderabad (Indien) 2010 (Actions of the mapping class group, Proc. ICM, Band 2, S. 1002) und auf dem ersten Europäischen Mathematikerkongress in Paris 1992 (Harmonic measures for leafwise elliptic operators along foliations).
2012 erhielt sie einen Advanced Grant des European Research Council. Ebenfalls 2012 wurde sie in die Deutsche Akademie der Naturforscher Leopoldina gewählt. 2017 hielt sie die Emmy Noether Lecture der Deutschen Mathematiker-Vereinigung. Sie ist Fellow der American Mathematical Society.

## Schriften
- Geometry of the mapping class groups. I. Boundary amenability. Invent. Math. 175 (2009), no. 3, 545–609, doi:10.1007/s00222-008-0158-2 (Beweis der Novikov-Vermutung für Abbildungsklassengruppen).
- Actions of the mappings class group. Proceedings of the International Congress of Mathematicians. Volume II, 1002–1021, Hindustan Book Agency, New Delhi, 2010.
- Geometry of the complex of curves and of Teichmüller Space, in Handbook of Teichmüller Theory, Band 1, European Mathematical Society 2007
- Geometric properties of the mapping class group, in Proc. Symposium Pure Mathematics, Band 74, American Mathematical Society 2006
- Starrheitseigenschaften kompakter Mannigfaltigkeiten negativer Krümmung, Jahresbericht DMV, Band 95, 1993, S. 47–59, online (PDF; 7,1 MB)